# Визначникова тотожність Сильвестра
У теорії матриць, визначникова тотожність Сильвестра — це тотожність корисна для обчислення певних типів визначників. Її назвали на честь Джеймса Джозефа Сильвестра, який навів цю тотожність без доведення у 1851.
Дано n×n-матрицю {\displaystyle A} та два набори індексів
{\displaystyle u=(u_{1},\dots ,u_{m}),\ v=(v_{1},\dots ,v_{m})\subset (1,\dots ,n)}
тобто, m-елементних впорядкованих підмножин {\displaystyle (1,\dots ,n)}, де m ≤ n.
Нехай {\displaystyle A_{v}^{u}} позначає (n−m)×(n−m) підматрицю {\displaystyle A} отриману видаленням рядків з номерами {\displaystyle u} та стовпців з номерами {\displaystyle v}. 
Позначимо додатково m×m матрицю {\displaystyle {\tilde {A}}_{v}^{u}} елементами якої є наступні визначники
{\displaystyle ({\tilde {A}}_{v}^{u})_{ij}:=\det(A_{v[{\hat {v}}_{j}]}^{u[{\hat {u}}_{i}]}),}
де {\displaystyle u[{\hat {u_{i}}}]}, {\displaystyle v[{\hat {v_{j}}}]} позначають підмножину m-1 елементів {\displaystyle u} і {\displaystyle v}, отримані шляхом видалення елементів {\displaystyle u_{i}} та {\displaystyle v_{j}} відповідно.
Тоді детермінантною тотожністю Сильвестра є:
{\displaystyle \det(A)\cdot (\det(A_{v}^{u}))^{m-1}=\det({\tilde {A}}_{v}^{u}).}
Доведення тотожності спирається на формули для отриманя елементів у методі Гаусса перетворення матриці {\displaystyle A} до трикутного вигляду.